# Adam Woronowicz
Adam Woronowicz (ur. 25 grudnia 1973 w Białymstoku) – polski aktor, w latach 1997–2001 i od 2008 aktor Teatru Rozmaitości w Warszawie (TR Warszawa).

## Życiorys
Ukończył V Liceum Ogólnokształcące w Białymstoku i studia na Wydziale Aktorskim Akademii Teatralnej w Warszawie w 1997. Występował w warszawskich teatrach: Rozmaitości (w latach 1997–2001) i w Powszechnym (w latach 2001–2009). Za role Fadinarda w „Słomkowym kapeluszu” Eugène’a Labiche’a w Teatrze Powszechnym w Warszawie oraz Mirona w spektaklu Teatru Telewizji „Pamiętnik z powstania warszawskiego” według Mirona Białoszewskiego otrzymał nagrodę im. Aleksandra Zelwerowicza za sezon 2004/2005 od redakcji miesięcznika „Teatr”.
Od 2009 jest aktorem TR Warszawa. Zagrał rolę księdza Jerzego Popiełuszki w filmie Rafała Wieczyńskiego Popiełuszko. Wolność jest w nas (2009). We wrześniu 2018 na 43. Festiwalu Polskich Filmów Fabularnych w Gdyni otrzymał nagrodę dla najlepszego aktora za rolę Hermanna von Krausa w filmie Kamerdyner Filipa Bajona. Od 2021 występuje w filmach reklamowych piwa Łomża.

## Życie prywatne
Żonaty z Agnieszką, mają trójkę dzieci. Deklaruje się jako katolik. Niejednokrotnie publicznie wygłaszał świadectwa o swojej wierze w Boga, głównie w miejscach sakralnych.

## Filmografia

### Filmy
- Skok (1999) jako „Kosa”, członek bandy
- Torowisko (1999) jako Andrzej
- Enduro Bojz (2000) jako lekarz
- To my (2000) jako policjant
- Chopin. Pragnienie miłości (2002) jako Maurice Sand
- Męskie-żeńskie (2004) jako malarz Robert
- Kryminalni (2004) jako Janusz Szlaka (odc. 1)
- Popiełuszko. Wolność jest w nas (2009) jako ks. Jerzy Popiełuszko
- Generał Nil (2009) jako sędzia Igor Andrejew
- Rewers (2009) jako pan Józef
- EM-20STKA (2010)
- Chrzest (2010) jako Gruby, szef gangu
- Święty interes (2010) jako Janek Rembowski
- Baby są jakieś inne (2011) jako Pierwszy/Adaś Miauczyński
- Ki (2011) jako Miko
- Hans Kloss. Stawka większa niż śmierć (2012) jako Lau
- Felix, Net i Nika oraz Teoretycznie Możliwa Katastrofa (2012) jako Rybak
- Drogówka (2012) jako prokurator Czech
- Miłość (2013) jako prezydent miasta
- Syberiada polska (2013) jako Jan Dolina
- Wałęsa. Człowiek z nadziei (2013) jako Tadeusz Fiszbach
- Fotograf (2014) jako Kwiatkowski
- Pani z przedszkola (2014) jako Hubert Myśliwski, tata Krzysztofa
- Czerwony pająk (2015) jako weterynarz Lucjan Staniak
- Body/Ciało (2015) jako ordynator
- Demon (2015) jako doktor
- Sługi boże (2016) jako kantor w kościele
- Dwie korony (2017) jako ojciec Maksymilian Maria Kolbe
- Najlepszy (2017) jako ojciec Grażyny
- Pitbull. Ostatni pies (2018) jako Junior
- Zimna wojna (2018) jako konsul
- Kamerdyner (2018) jako Hermann von Krauss
- 7 uczuć (2018) jako Lucjan
- Ja teraz kłamię (2019) – Twardy
- Kurier (2019) jako pułkownik Kazimierz Iranek-Osmecki
- Jak zostałem gangsterem. Historia prawdziwa (2019) jako Ryszard, ojciec bohatera
- Mayday (2020) jako Staszek, przyjaciel Jana
- Wszyscy moi przyjaciele nie żyją (2020) jako inspektor Kwaśniewski
- Zupa nic (2021) jako Tadeusz Makowski
- Czarna Dama (2021) jako doktor Ginzburg
- Teściowie (2021) jako Tadeusz
- Moje wspaniałe życie (2021) jako Maciek
- Teściowie 2 (2023) jako Tadeusz, ojciec Weroniki
- Biała odwaga (2024) jako oficer UB
- Wujek Foliarz (2025) jako wujek Jakuba
- O psie, który jeździł koleją 2 (2025) jako dyrektor

### Seriale
- Miasteczko (2000–2001)
- Oficer (2004) jako paser Robbi (odc. 1)
- Boża podszewka. Część druga (2005) jako Franek Bobulak (odc. 7, 9, 10, 11, 14, 15, 16)
- Ojciec Mateusz (2008) jako Jerzy Stefański, ojciec Ani w odc. 2 „Eksperyment”
- Sprawiedliwi (2009) jako Kazimierski, naczelnik stacji w Treblince w odc. 1 „Plan Napoleona” i 3 „Grzech”
- Klub szalonych dziewic (2010) jako Paweł Braniecki
- Czas honoru (2012) jako pułkownik UB Leon Wasilewski
- Krew z krwi (2015) jako mecenas Lipski
- Komisarz Alex (2015) jako paser Cepelia
- Pakt (2015, 2016) jako Dariusz Skalski
- Diagnoza (2017–2019) jako prof. dr hab. n. med. Jan Artman
- Kod genetyczny (2020) jako Tomasz Skowroński
- The Office PL (2021) jako Dariusz Wasiak
- Skazana (2022) jako kierownik penitencjarny Sylwester Hepner
- Ślub doskonały (2023) jako pan młody
- Klara (2023) jako Aleks Pośpiech, kochanek Klary
- Lady Love (2024) jako Stefan Barcik

### Teatr TV
- Pamiętnik z powstania warszawskiego (Teatr Telewizji) (2004) jako Miron Białoszewski
- Golgota Wrocławska (Teatr Telewizji) (2008) jako Feliks Rosenbaum
- Dawne grzechy (Teatr Telewizji) (2013) jako George
- Marszałek (Teatr Telewizji) (2017) jako Kazimierz Bartel
- Powołanie (2020) jako ojciec Karola Wojtyły

## Audiobooki
- Wyrwa.Historia Ułana jako Szymon
- Lalka jako Stanisław Wokulski
- Lśnienie jako Jack Torrence[9]
- Głębia (2024)

## Teatr
- 2009: Między nami dobrze jest, tekst Dorota Masłowska, reż. Grzegorz Jarzyna TR Warszawa
- 2012: Kopenhaga, tekst Michael Frayn, reż. Waldemar Krzystek Teatr Imka
- 2016: Jezioro, tekst: Michaił Durnienkow, reż. Yana Ross, TR Warszawa